# كاميرون جيبسون
كاميرون جيبسون (بالإنجليزية: Cameron Gibson) هو سباح نيوزلندي، ولد في 14 أغسطس 1982 في أوكلاند في نيوزيلندا.

## وصلات خارجية
- كاميرون جيبسون على موقع الاتحاد الدولي للسباحة (الإنجليزية)
- كاميرون جيبسون على موقع SwimRankings.net (الإنجليزية)
- كاميرون جيبسون على موقع اللجنة الأولمبية الدولية (الإنجليزية)
- كاميرون جيبسون على موقع أوليمبيديا (الإنجليزية)
- كاميرون جيبسون على موقع اللجنة الأولمبية النيوزيلندية (الإنجليزية)
- كاميرون جيبسون على موقع اتحاد ألعاب الكومنولث (مؤرشف) (الإنجليزية)
- كاميرون جيبسون على موقع دورة ألعاب الكومنولث 2006 (مؤرشف) (الإنجليزية)